# Piotr Mokrosiński
Piotr Mokrosiński, znany też jako Peter Mokrasinski (ur. 2 maja 1953 w Łodzi) – polski operator filmowy, nominowany do Oscara za zdjęcia do filmu Zło (2003).

## Życiorys
Piotr Mokrosiński wyjechał z Polski pod koniec lat 70. XX wieku; pracuje na planach filmowych w Szwecji. Absolwent Wydziału Operatorskiego Dramatiska institutet w Sztokholmie, dyplom obronił w 1981 roku. Jest autorem zdjęć do filmu Zło w reż. Mikaela Håfströma nominowanego do Oscara w 2004 roku. Laureat Guldbagge, nagrody Szwedzkiej Akademii Filmowej, za zdjęcia do tego filmu.

## Filmografia

### Zdjęcia
- 2010: Pax
- 2009: Millennium: Dziewczyna, która igrała z ogniem (Flickan som lekte med elden)
- 2009: Millennium: Zamek z piasku, który runął
- 2008: Irene Huss – Eldsdansen
- 2008: Irene Huss – Nattrond
- 2006: Isabella
- 2004: Duch topielca (Strandvaskaren)
- 2004: Opowieści z Dalarny (Masjävlar)
- 2004: Wieża Eiffla (Eiffeltornet)
- 2003: Zło (Ondskan)
- 2001: Dni jak ten (Leva livet)
- 2001: Syndare i sommarsol
- 2000: 10:10
- 1999: Straydogs
- 1998: Teater
- 1997: Tik Tak (Tic Tac)
- 1996: Co za życie (Sånt är livet)
- 1996: Nu är pappa trött igen!
- 1995: Täta elden,Den
- 1994: Du Pappa
- 1993: Mannen på balkongen
- 1993: Sökarna
- 1993: Tala! Det är så mörkt
- 1992: Skönheten eller odjuret
- 1989: Hunden som log
- 1989: Husbonden
- 1988: Råttornas vinter
- 1986: I lagens namn
- 1986: Skuggan av Henry

### Scenariusz
- 1989: Husbonden

## Teledyski
- She’s Not Mine Bogusław Mec – scenariusz, zdjęcia

### Nagrody filmowe
| Rok  | Film                                    | Nagrody za zdjęcia                                         |
| ---- | --------------------------------------- | ---------------------------------------------------------- |
| 2010 | Millennium: Flickan som lekte med elden | Guldbagge (nominacja)                                      |
| 2004 | Ondskan                                 | Oscar (nominacja)                                          |
| 2004 | Ondskan                                 | Nagroda Międzynarodowego Festiwalu Filmowego w Szanghaju   |
| 2003 | Evil                                    | Guldbagge                                                  |
| 2002 | Leva livet                              | Guldbagge (nominacja)                                      |
| 2000 | Straydogs                               | Guldbagge (nominacja)                                      |
| 2000 | Straydogs                               | Nagroda na Międzynarodowym Festiwalu Filmowym w Göteborgu. |
| 1999 | Straydogs                               | Nagroda Kodak Nordic Award                                 |
| 1994 | Mannen på balkongen                     | Guldbagge (nominacja)                                      |
| 1989 | Friends                                 | Guldbagge                                                  |
| 1984 | Sista leken                             | Nagroda Filmbana                                           |